# Відогонь
Відогонь — дух сплячої людини або звіра. Після смерті відогонь перетворюється у навь (навь, навьйо — дух мертвої людини). Частіше всього відогонь з'являється восени, коли літає павутиння. Керує відогонями Посвист — бог вітру. Вважалось, що відогоні під час сну допомагають людям творити, складати, але вони забіякуваті, якщо зачеплять один одного, влаштують колотнечу — загине відогонь, і людина уві сні помре. Відогоні дружні з дрімотою, яка насилає на людину сон.